# Dwars door België 1966
De 22e editie van Dwars door België werd verreden op zondag 3 april 1966. 

## Wedstrijdverloop

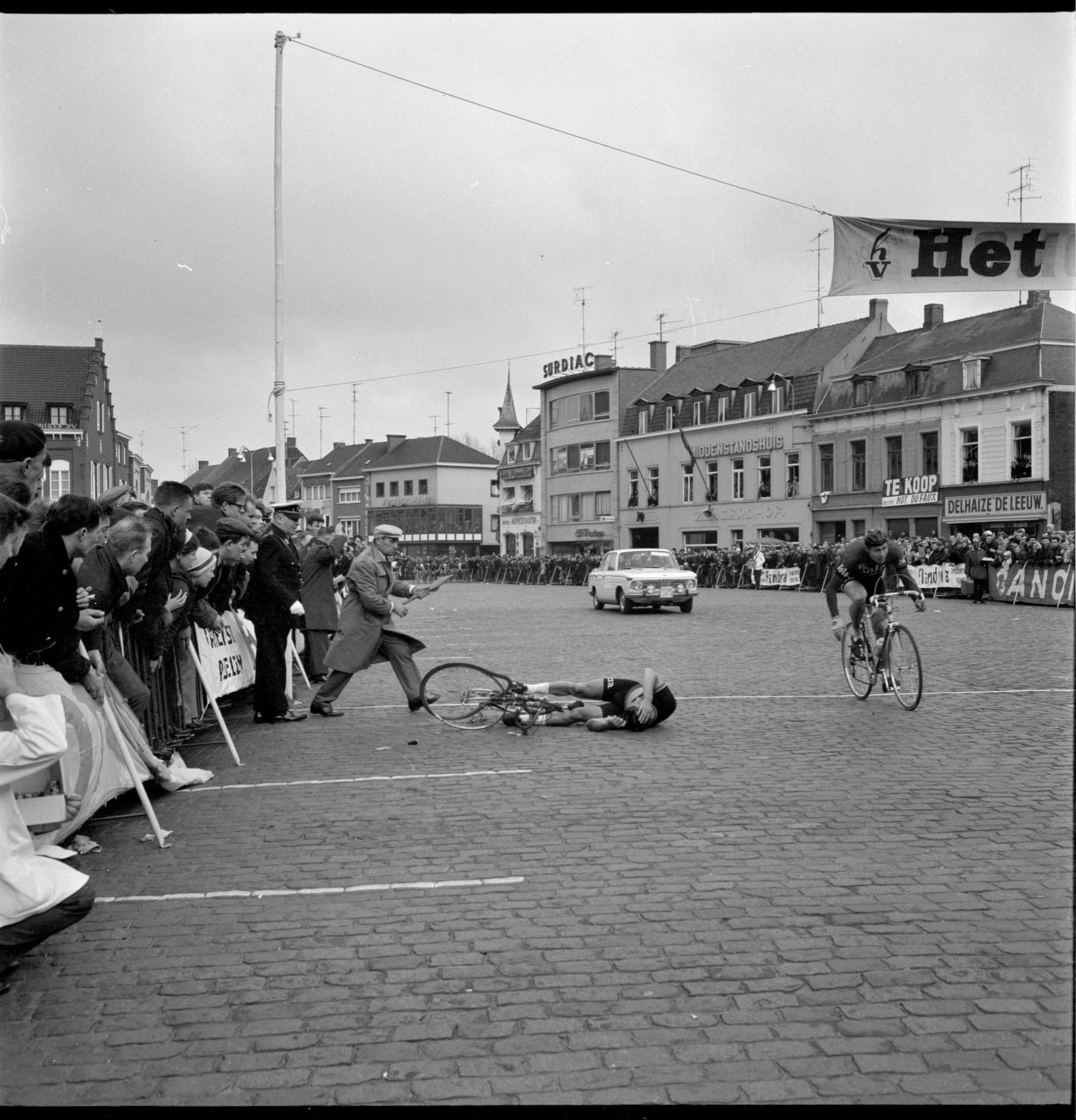
Belgisch kampioen Walter Godefroot wint al glijdend over de finish Dwars door België (1966). Foto uit collectie KOERS. Museum van de Wielersport.

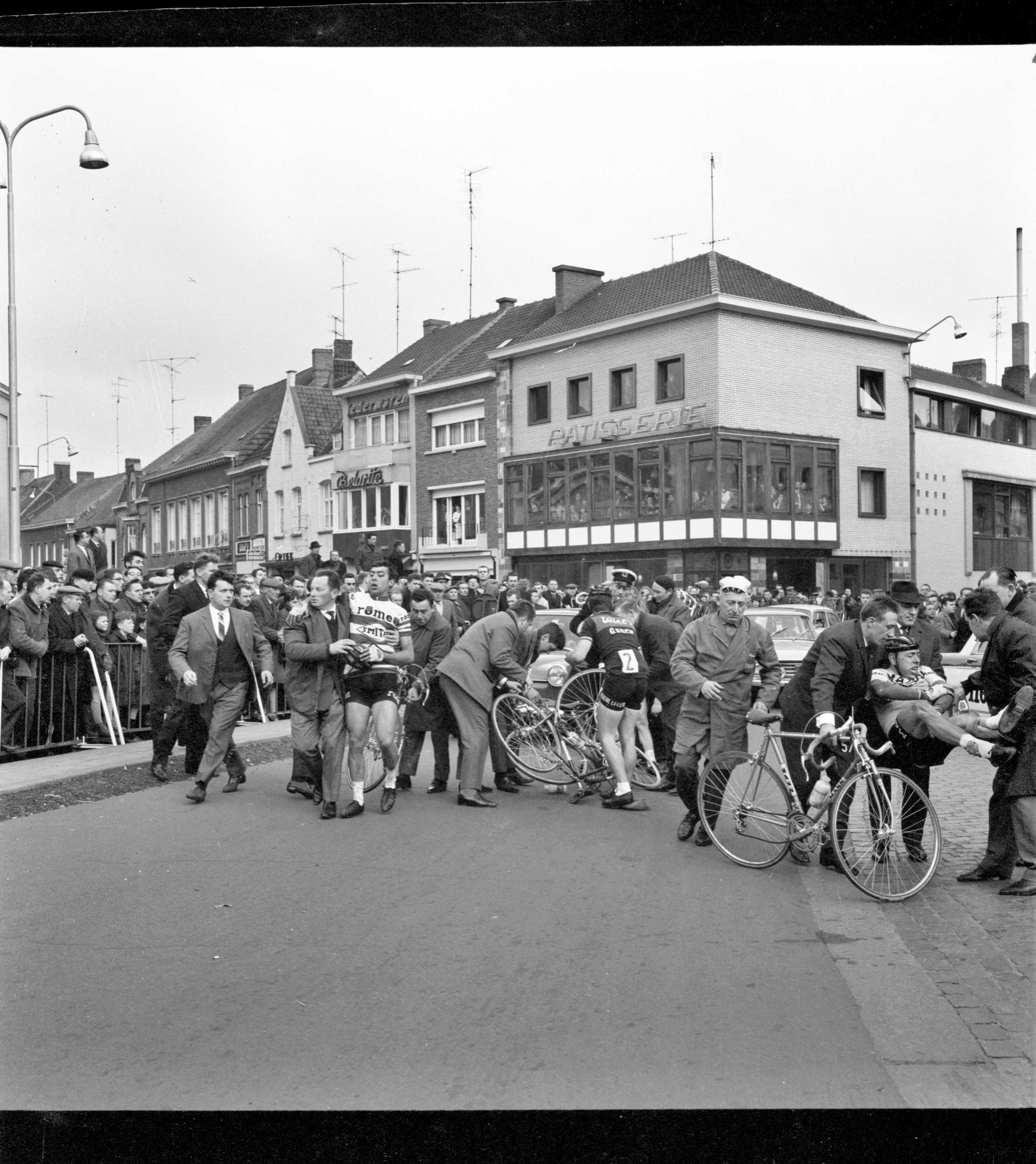
Val aan de aankomst met onder meer Herman Vanspringel en Willy Planckaert. Foto uit collectie KOERS. Museum van de Wielersport.

De start en finish lagen in Waregem. De afstand bedroeg 200 km. Er gingen 130 renners van start. Het weer was lenteachtig met een zonnetje. Al vanaf de start werd er hard gekoerst, een groep van 25 renners met onder andere Rik Van Looy raakte voorop maar werd nog voor de West-Vlaamse heuvels ingerekend. In de heuvels vond een grote valpartij plaats met als voornaamste slachtoffers Foré en Sercu. In Waregem na de lus door de West-Vlaamse Heuvels was het peloton compleet. Er volgde een aanval van Planckaert en Bocklandt, even later sloten Post, Godefroot, Huysmans en Merckx aan. Merckx maakte fors tempo en Huysmans en Planckaert moesten lossen. Vlak voor de finish was ook Post eraan voor de moeite. De overige 3 gingen sprinten voor de zege. Merckx reed voorop met vlak achter hem Bocklandt, rechts kwam Godefroot vlot opzetten en hij raakte Merckx viel, en ging glijdend over de finish. Merckx won zo deze editie van Dwars door België onder luid protest van de toeschouwers. Godefroot diende een klacht in en Merckx werd gedeklasseerd naar de 4e plaats. Godefroot kwam op 1. Merckx was hier ontevreden over en gaf aan nooit meer te zullen starten in Dwars door België. Dat heeft hij ook nooit meer gedaan.

## Hellingen
Voor zover bekend moesten de volgende hellingen beklommen worden:
- Molenhoek
- Kemmelberg
- Kluisberg
- Kwaremont
- Tiegemberg

## Eindklassement
| Plaats  | Naam                        | Ploeg | Tijd     |
| ------- | --------------------------- | ----- | -------- |
| Winnaar | Walter Godefroot            |       | 4u45'00" |
| 2       | Willy Bocklandt             |       | z.t.     |
| 3       | Peter Post                  |       | z.t.     |
| 4       | Eddy Merckx (gedeklasseerd) |       | z.t.     |
| 5       | Gilbert Desmet              |       | op 3"    |
| 6       | Jan Janssen                 |       | z.t.     |
| 7       | Arthur Decabooter           |       | z.t.     |
| 8       | Georges Van Coningsloo      |       | z.t.     |
| 9       | Ward Sels                   |       | z.t.     |
| 10      | Roger De Wilde              |       | z.t.     |

1945 · 1946 · 1947 · 1948 · 1949 · 1950 · 1951 · 1952 · 1953 · 1954 · 1955 · 1956 · 1957 · 1958 · 1959 · 1960 · 1961 · 1962 · 1963 · 1964 · 1965 · 1966 · 1967 · 1968 · 1969 · 1970 · 1971 · 1972 · 1973 · 1974 · 1975 · 1976 · 1977 · 1978 · 1979 · 1980 · 1981 · 1982 · 1983 · 1984 · 1985 · 1986 · 1987 · 1988 · 1989 · 1990 · 1991 · 1992 · 1993 · 1994 · 1995 · 1996 · 1997 · 1998 · 1999 · 2000 · 2001 · 2002 · 2003 · 2004 · 2005 · 2006 · 2007 · 2008 · 2009 · 2010 · 2011 · 2012 · 2013 · 2014 · 2015 · 2016 · 2017 · 2018 · 2019 · 2020 · 2021 · 2022 · 2023 · 2024 · 2025

Lijst van beklimmingen